# Oswald Klikovits
Oswald Klikovits (* 10. September 1959 in Eisenstadt, Burgenland) ist ein österreichischer Politiker (ÖVP) und war vom 28. Oktober 2008 bis 2013 Abgeordneter zum Nationalrat.

## Leben
Oswald Klikovits besuchte von 1966 bis 1970 die Volksschule und anschließend bis 1974 die Hauptschule. 1974 bis 1978 besuchte er das Oberstufenrealgymnasium der Diözese Eisenstadt.
Klikovits begann 1979 seine berufliche Laufbahn bei der Sicherheitswache in Wien und wurde 1980 Angestellter der Bundesleitung des ÖAAB, der Arbeitnehmerorganisation der ÖVP. 1981 bis 1983 war er Bundessekretär der Jugendabteilung der Fraktion Christlicher Gewerkschafter (FCG) im Österreichischen Gewerkschaftsbund (ÖGB). Von 1983 bis 1991 arbeitete er als Referent in der niederösterreichischen Arbeiterkammer. Von 1992 bis 2003 war er ÖAAB-Landessekretär, seit 2004 ist er Geschäftsführer der Hilfswerk Immobilien GmbH.

## Politik
Er war von 1985 bis 1991 Bundesobmann der FCG-Jugend und von 1991 bis 1994 Bundesvorsitzender-Stellvertreter der FCG. 1992 bis 1999 war er ÖVP-Ortsparteiobmann und Gemeinderat in Siegendorf im Burgenland und 1994 bis 2004 Vizepräsident der Arbeiterkammer. Von 2003 bis 2014 war er ÖAAB-Landesobmann. Von 2007 bis 2014 war er Landesparteiobmann-Stellvertreter der ÖVP im Burgenland.
Vom 27. Mai 2004 bis zu seiner Wahl zum Nationalratsabgeordneten im Jahr 2008 war Klikovits Abgeordneter zum Burgenländischen Landtag. 
Er wurde bei der Nationalratswahl in Österreich 2008 im Wahlkreis Burgenland Nord zum Abgeordneten zum Nationalrat gewählt und am 28. Oktober 2008 angelobt.